# Kanton Brinon-sur-Beuvron
Der Kanton Brinon-sur-Beuvron war ein bis 2015 bestehender französischer Wahlkreis im Arrondissement Clamecy  im Département Nièvre und in der Region Burgund; sein Hauptort war Brinon-sur-Beuvron, Vertreter im Generalrat des Départements war ab 2008 Émile Vieillard. 
Der 22 Gemeinden umfassende Kanton war 230,93 km² groß und hatte 2255 Einwohner (Stand: 2012). 

## Gemeinden
| Gemeinde           | Einwohner Jahr | Fläche km² | Bevölkerungsdichte | Code INSEE | Postleitzahl |
| ------------------ | -------------- | ---------- | ------------------ | ---------- | ------------ |
| Asnan              | 129 (2013)     | –          | – Einw./km²        | 58015      | 58420        |
| Authiou            | 38 (2013)      | –          | – Einw./km²        | 58018      | 58700        |
| Beaulieu           | 31 (2013)      | –          | – Einw./km²        | 58026      | 58420        |
| Beuvron            | 92 (2013)      | –          | – Einw./km²        | 58029      | 58210        |
| Brinon-sur-Beuvron | 187 (2013)     | –          | – Einw./km²        | 58041      | 58420        |
| Bussy-la-Pesle     | 52 (2013)      | –          | – Einw./km²        | 58043      | 58420        |
| Challement         | 62 (2013)      | –          | – Einw./km²        | 58050      | 58420        |
| Champallement      | 47 (2013)      | –          | – Einw./km²        | 58052      | 58420        |
| Chazeuil           | 49 (2013)      | –          | – Einw./km²        | 58070      | 58700        |
| Chevannes-Changy   | 136 (2013)     | –          | – Einw./km²        | 58071      | 58420        |
| Corvol-d’Embernard | 97 (2013)      | –          | – Einw./km²        | 58084      | 58210        |
| Dompierre-sur-Héry | 80 (2013)      | –          | – Einw./km²        | 58100      | 58420        |
| Germenay           | 141 (2013)     | –          | – Einw./km²        | 58123      | 58800        |
| Grenois            | 104 (2013)     | –          | – Einw./km²        | 58130      | 58420        |
| Guipy              | 252 (2013)     | –          | – Einw./km²        | 58132      | 58420        |
| Héry               | 66 (2013)      | –          | – Einw./km²        | 58133      | 58800        |
| Michaugues         | 53 (2013)      | –          | – Einw./km²        | 58167      | 58420        |
| Moraches           | 124 (2013)     | –          | – Einw./km²        | 58181      | 58420        |
| Neuilly            | 124 (2013)     | –          | – Einw./km²        | 58191      | 58420        |
| Saint-Révérien     | 175 (2013)     | –          | – Einw./km²        | 58266      | 58420        |
| Taconnay           | 80 (2013)      | –          | – Einw./km²        | 58283      | 58420        |
| Vitry-Laché        | 99 (2013)      | –          | – Einw./km²        | 58313      | 58420        |

## Bevölkerungsentwicklung
| 1962 | 1968 | 1975 | 1982 | 1990 | 1999 | 2006 |
| ---- | ---- | ---- | ---- | ---- | ---- | ---- |
| 3010 | 3395 | 3056 | 2737 | 2437 | 2312 | 2405 |